# 2574 Ladoga
2574 Ladoga eller 1968 UP är en asteroid i huvudbältet som upptäcktes den 22 oktober 1968 av den ryska astronomen Tamara Smirnova vid Krims astrofysiska observatorium på Krim. Den har fått sitt namn efter Europas största sjö, Ladoga.
Asteroiden har en diameter på ungefär 13 kilometer och den tillhör asteroidgruppen Koronis.